# Khởi hành
Khởi hành (tên tiếng Anh: Departure) là album phòng thu đầu tay của ca sĩ Nguyễn Trần Trung Quân, được phát hành vào ngày 16 tháng 10 năm 2014 bởi Nhà xuất bản âm nhạc Dihavina. Album được sản xuất bởi Trung Quân và Khắc Hưng, bao gồm 10 ca khúc theo thể loại nhạc điện tử, sắp xếp liền mạch theo dạng album chủ đề là các sáng tác của họ, cùng Huyền Sambi và Sa Huỳnh.
Khởi hành ra đời đã mở ra một con đường cho các nghệ sĩ trẻ thế hệ mới, thành công không chỉ đến từ riêng bản thân anh và nhà sản xuất thu âm Khắc Hưng, mà nó đại diện và là dấu hiệu cho thấy sự khởi sắc của âm nhạc Việt Nam tương lai.
Khởi hành là album thành công nhất về mặt chuyên môn của Nguyễn Trần Trung Quân. Tại Giải thưởng Âm nhạc Cống hiến lần thứ 10 năm 2015, Khởi hành đã vinh dự chiến thắng tại hạng mục "Album của năm" với số phiếu áp đảo 45/93 và giúp anh trở thành nghệ sĩ trẻ nhất thắng ở hạng mục này trong lịch sử giải Cống hiến. Ngoài ra, album cũng giúp anh giành được "Nghệ sĩ mới của năm". Album cũng đã giới thiệu thành công nhạc sĩ Khắc Hưng, tạo nền tảng cho những thành công lớn tiếp theo của anh.

## Hoàn cảnh ra đời
~ Nguyễn Trần Trung Quân
Khởi nguồn của Nguyễn Trần Trung Quân với nhạc điện tử chính là khi theo học tại trường Học viện Âm nhạc Quốc gia Việt Nam, cô giáo dạy nhạc đã đưa ca khúc "Sáng nay" của nhạc sĩ Lưu Hà An để thử tập. Ban đầu, anh không thích vì khi nghe Tùng Dương hát anh thấy nó mang nhiều trải nghiệm và bản thân chưa phù hợp. Nhưng sau nhiều lần được gợi ý nên thử và khi được tập trên nền của piano thì anh đã yêu thích những giai điệu đó.
Bước ra từ cuộc thi Sao mai điểm hẹn 2011, Nguyễn Trần Trung Quân đã giành giải "Ca sĩ triển vọng". Sau đó, anh lại tiếp tục tham gia Sao mai điểm hẹn 2012 nhưng chỉ dừng chân ở top 4. Sau sự việc đó, anh đã bị xuống tinh thần. Thậm chí còn nghĩ đến phương án đi du học. Một thời gian sau, anh tự nhận thức lại và nhớ đến lời nói của Thanh Lam: "Quân cứ sống đi và sống thật ý nghĩa cho cô".
Ban đầu, ý tưởng để thực hiện một dự án nhạc điện tử đã được anh đề xuất với Khắc Hưng về một album với 'một tinh thần trẻ trung mà sâu sắc, một nội dung gần gũi nhưng âm nhạc khác biệt, một trải nghiệm cũ mà mới'. Trong hai năm sau đó, anh cho ra mắt thử nghiệm những đĩa đơn với nhiều các thể loại nhạc khác nhau như pop, ballad,... Rồi anh bắt tay vào thực hiện album nhạc pop đầu tay, gồm 10 bài hát.
Đầu tư hơn 200 triệu để làm, nhưng khi album chuẩn bị được đưa đi in thì trong lần cả hai nghe thử. Nguyễn Trần Trung Quân đã 'không tìm thấy mình trong sản phẩm đó'. Anh cho rằng nó 'dễ dãi, cẩu thả và đó là một giọng hát không cảm xúc'.. Họ nhận ra rằng "không được, phải thay đổi thôi". Album pop đó cuối cùng đã được cất đi và cả hai quyết định lấy dự án nhạc điện tử đã bàn trước đó ra làm. Họ chưa biết chất liệu mới sẽ ra sao nhưng cả hai biết chắc mình cần phải làm khác. Cuối cùng, dự án Khởi hành được khởi động.
Thời gian đầu tư cho album nhạc pop tốn công sức, chi phí nhưng kết quả không như mong đợi, Nguyễn Trần Trung Quân lại rơi vào trạng thái chán nản và thèm ăn. Kết quả, anh tăng 85 kg, nhưng anh lại thay đổi mình và chỉ trong vòng hai tháng, cùng với chế độ ăn kiêng, tập luyện và thuốc giảm cân anh đã giảm xuống còn 60 kg. Sau khi trải qua quá trình khắc nghiệt đó anh đã thực hiện dự án nhạc điện tử.

## Sản xuất

### Thu âm
~ Khắc Hưng
Thời gian hình thành từ ý tưởng cho đến khi hoàn thiện vào khoảng 2 năm. Trong suốt khoảng thời gian đó Nguyễn Trần Trung Quân và nhạc sĩ Khắc Hưng đã phải trải qua quá trình tìm tòi, nghiên cứu. Hưng đã định hướng và phân tích cho anh hiểu tính chất âm nhạc cũng như điểm yếu lẫn điểm mạnh. Cả ê-kíp đã chăm chút tỉ mỉ cho tinh thần của album, vừa đảm bảo phải có bản sắc truyền thống Việt Nam và âm nhạc hiện đại của thế giới. Quá trình sáng tác lúc đầu gặp rất nhiều khó khăn, vì sự nghiêm khắc và cầu toàn của cả Quân và Hưng.
Tất cả được phối theo lối electronica, trip-hop trên nền hip hop tung tẩy với jazz, blues. Khắc Hưng đã trộn lẫn giữa sounds, sample hiện đại của nhạc điện tử với những phần âm thanh của sáo mèo Tây Bắc, âm hưởng afrobeat của châu Phi, nhịp điệu chuyển động, tiếng bass trầm đục, tiếng trẻ hát đồng dao hay thậm chí là những chất liệu Tây Phi hoang dã của nhạc cụ kalimba, trống djembe,… vào các bản phối.
Phần hát của Nguyễn Trần Trung Quân phải nhờ đến sự dàn dựng của giảng viên thanh nhạc Minh Ánh (nhóm Tam ca 3A). Việc phải từ bỏ cách hát pop thông thường để chuyển sang một kiểu hát mới đã khiến anh gặp căng thẳng.
Khi làm việc, Hưng và Quân phải giữ được sự cân bằng. Với album nhạc điện tử, anh tiết chế tối đa tránh không trưng trổ kỹ thuật để âm nhạc và giọng hát được hoà quyện, phù hợp với chất nhạc hiện đại. Bản thân anh cũng thích dòng nhạc vì tính thẩm mỹ, sự pha trộn và cảm giác về sự đa dạng mà những chuỗi âm thanh tạo ra. Anh thích chuỗi âm thanh ấy và luôn muốn tìm cách để hòa quyện giọng hát của mình với nó. Nhiều lần thu xong lại phải bỏ để làm lại từ đầu. Cũng như Khắc Hưng, đôi khi làm xong một bản phối, mang đến phòng thu nghe lại, anh lại chưa ưng ý và quyết định phối lại toàn bộ. Để thu thanh tốt nhất anh phải hạn chế tiếng ồn ở mức tối đa, do không bật điều hòa nên không khí ngột ngạt làm ảnh hưởng rất nhiều trong quá trình thu âm. Quân đã nhập viện liên tục để truyền nước và phải tiêm kháng sinh liều cao vào cổ họng trong khi tập bài hay thu âm.

### Dấu ấn nghệ sĩ
Qua quá trình tìm hiểu và cân nhắc, nhạc sĩ Khắc Hưng đã chọn dòng nhạc điện tử là phong cách và hướng đi lâu dài cho Nguyễn Trần Trung Quân. Hưng tìm được trong giọng hát của Trung Quân một màu sắc hiện đại, đồng điệu với âm nhạc đương thời, có sự cập nhật, trong khi vẫn sở hữu kĩ thuật thanh nhạc chuyên sâu và bài bản. Trong album này, Khắc Hưng giữ vai trò sản xuất âm nhạc chính cho album. Ngoài ra, Quân giữ vai trò điều hành sản xuất.
~ Nguyễn Trần Trung Quân
Khởi hành là một album chủ đề được lấy ý tưởng là 'một ngày'. Theo đó, các bài hát được sắp xếp theo thứ tự như dòng chảy liền mạch từ đầu tới cuối. Mỗi ca khúc là một câu chuyện mang nội dung, cảm xúc riêng, gửi gắm những thông điệp trên nền nhạc điện tử. Sáng, trưa, chiều, tối, đêm - các mảng âm nhạc nối tiếp nhau dẫn tới những khung giờ và cảm nhận suốt hai năm (2012-2013) được đúc kết tất cả vào trong 'một ngày' của Trung Quân.
Khắc Hưng đã chọn thêm một số sáng tác của các nhạc sĩ, đó là Huyền Sambi và Sa Huỳnh. Những sáng tác này phải vừa mới, phù hợp với cấu trúc được đề ra của Khởi hành. Ngoài ra, đây cũng là 'đất' để Hưng bộc lộ khả năng sáng tác theo tính nghệ thuật của cả Hưng và Quân.

### Nhan đề
Cái tên "Khởi hành" đánh dấu một cột mốc và bước đi mới của Trung Quân, để đến với con đường âm nhạc điện tử và khẳng định con đường riêng biệt của bản thân đối với các ca sĩ trẻ hiện tại.

## Sáng tác
Các sáng tác như "Hừng sáng", "Ảo ảnh trưa", "Hồ nước", "Nghiêng" và "Lửa" đã lần lượt được giới thiệu trên chương trình Bài hát Việt và Bài hát yêu thích của VTV.
~ Nguyễn Trần Trung Quân nhận xét về Huyền Sambi

### Thức giấc
"Thức giấc" là cảm giác tỉnh giấc một giấc ngủ sâu.

### Hừng sáng
"Hừng sáng" là ca khúc Khắc Hưng viết dựa trên cảm xúc thật của chính anh về một buổi sáng đầy ngập tràn năng lượng. Khi sáng tác ca khúc này, anh đã phải trải qua một quãng thời gian khó khăn trong cuộc sống, nhưng chính những trải nghiệm đó đã được anh đúc kết lại và viết để hướng đến một ngày mai tươi sáng, tốt đẹp. Nhạc sĩ đưa vào đó những hình ảnh 'cuối những con đường là những hàng cây xanh', 'cuối sự đơn độc là những vòng tay ấm áp'. Ở phần điệp khúc, anh đã tổng kết lại qua câu 'mở tung cửa sổ đón nắng về'. Khắc Hưng chủ ý kết hợp vào đó những giai điệu ngũ cung của âm nhạc dân tộc vào trong nhạc điện tử. Ca khúc đã được giới thiệu trên chương trình Tác phẩm mới của VTV.
"Trong cuộc sống, có những điều khó khăn mà chúng ta cảm thấy không thể vượt qua nổi. Tôi tin rằng, cánh cửa này khép lại thì sẽ có một cánh cửa khác lại mở ra và mỗi ngày đi qua sẽ luôn có những điều tốt đẹp chờ đón ở phía trước".

### Ảo ảnh trưa
"Ảo ảnh trưa" là sáng tác đầu tay trong sự nghiệp của Nguyễn Trần Trung Quân, phần nào hé lộ khả năng viết nhạc có chiều sâu và đầy sáng tạo của chính Quân. Ca khúc gắn với một kỷ niệm vào một buổi trưa nắng nóng gay gắt khiến anh sinh ra những ảo ảnh. Thường ở trong phòng và nghĩ về những thứ đã qua, nhất là tuổi thơ. Có những điều hồi bé anh cảm nhận nhưng khi lớn lên lại không còn cảm giác đấy. Đây cũng là ca khúc tâm đắc nhất của anh trong album. Bài hát đã được trình diễn lần đầu tiên trong chương trình Bài hát Việt tháng 10 năm 2014.
"Đó là một ca khúc chứa đựng rất nhiều câu chuyện cuộc đời của tôi. Cảm hứng giúp tôi viết được ca khúc này chính là một tình cảm chân thành nhất từ chính trái tim. Và ca khúc này cũng là một món quà tôi gửi tới bà nội".

### Hồ nước
"Hồ nước" mang âm hưởng của miền núi Tây Bắc, là ca khúc được Huyền Sambi viết về chủ đề xã hội duy nhất trong album. Sau khi xem xong một bộ phim ngắn cùng tên của anh trai cô, Huyền Sambi đã xúc động trước cuộc sống khó khăn của những người dân miền núi. Cô đã sáng tác ra "Hồ nước" để nói về tình trạng nguồn nước khan hiếm trên vùng cao. Ban đầu nó được phối theo phong cách pop ballad nhưng chính Hưng đã gợi ý kết hợp giữa sáo mèo của dân tộc với nhạc điện tử. Ca khúc được giới thiệu trên chương trình Bài hát Việt vào tháng 11 năm 2013, và giành được giải "Bài hát do do Hội đồng báo chí bình chọn".

### Nghiêng
"Nghiêng" được sáng tác bởi Huyền Sambi, là góc nhìn của một cô gái 20 tuổi sau khi chia tay. Đối với cô chia tay là một sự đổ vỡ, đảo lộn, mọi thứ trượt khỏi tầm với. Những ca từ đánh mạnh vào cảm xúc: "Cơn mưa đổ lá trời gục ngã, anh cố buộc lấy mảnh vực sâu". Huyền Sambi muốn thể hiện một nội tâm giằng xé, đau đớn khi đối diện với sự chia ly trong tình yêu. Ca khúc từng đoạt giải "Bài hát ấn tượng" và "Bài hát của tháng" của chương trình Bài hát Việt.

### Lửa
"Lửa" là một bài hát của Khắc Hưng viết về sự chia cắt trong tình yêu. Khi hai người ở xa nhau, một trong hai đã mất 'lửa' nhưng người còn lại vẫn giữ cho mình. Ca khúc thể hiện tình yêu, đam mê và khát vọng khi cả hai không gặp được nhau. Được anh sáng tác trong khoảng một tiếng và mất hai ngày để phối khí cho nó. Sau khi trình diễn trên chương trình Bài hát yêu thích tháng 12 năm 2015, anh đã nhận được sự chú ý của nghệ sĩ ưu tú Chiều Xuân và Trương Quý Hải.

## Danh sách ca khúc
| STT              | Nhan đề              | Sáng tác               | Thời lượng |
| ---------------- | -------------------- | ---------------------- | ---------- |
| 1.               | "Thức giấc"          | Khắc Hưng              | 0:57       |
| 2.               | "Hừng sáng"          | Khắc Hưng              | 5:09       |
| 3.               | "Ảo ảnh trưa"        | Nguyễn Trần Trung Quân | 5:59       |
| 4.               | "Hồ nước"            | Huyền Sambi            | 4:12       |
| 5.               | "Tiếng mưa dai dẳng" | Khắc Hưng              | 4:39       |
| 6.               | "Cỏ"                 | Huyền Sambi            | 3:55       |
| 7.               | "Nghiêng"            | Huyền Sambi            | 4:18       |
| 8.               | "Lửa"                | Khắc Hưng              | 4:35       |
| 9.               | "Thử thách đêm"      | Sa Huỳnh               | 4:30       |
| 10.              | "4h sáng"            | Khắc Hưng              | 3:19       |
| Tổng thời lượng: | Tổng thời lượng:     | Tổng thời lượng:       | 41:37      |

## Thành phần tham gia sản xuất
| Ê-kíp sản xuất - Khắc Hưng – sản xuất, sáng tác, hát bè - Nguyễn Trần Trung Quân – điều hành sản xuất, sáng tác - Nguyễn Minh Đạt – kỹ thuật viên thu âm, mixed - Ngọc Anh – sáo (3) | Thiết kế - Nguyên Vân – giám đốc nghệ thuật - Tùng Chu – nhiếp ảnh gia - Donald Nguyễn – trang điểm, tóc Các nghệ sĩ khác - Nhạc sĩ: Huyền Sambi, Sa Huỳnh - Dương Minh Ánh, Lưu Hà An, Hồng Vân, NSƯT Đỗ Quốc Hưng |

## Video âm nhạc
Video "Nghiêng" được ca sĩ Nguyễn Trần Trung Quân phát hành ngày 17 tháng 10 năm 2014. Trong đó là hình ảnh anh ngồi trên một cái ghế nghiêng, bao quanh là những bóng đèn thể hiện một thế giới nội tâm xáo trộn. Người vũ công chính là hình ảnh ẩn dụ về con người bên trong đang giằng xé và hỗn độn. Những cảnh mưa cuối cùng là điểm nhấn cao trào thể hiện sự vỡ òa về mặt cảm xúc.
- Đạo diễn Nguyễn Hoàng Quân
- Quay phim: Phù Nam
- Biên đạo: Minh Tú

## Phát hành và đón nhận của công chúng
Trước khi phát hành, anh đã cho một số người nghe thử và nhận được những phản hồi tích cực. Khởi hành được phát hành chính thức vào ngày 16 tháng 10 năm 2014 tại Trung tâm Văn hóa Pháp, Hà Nội. Sau khoảng hai tuần lên kệ, nó được 1.000 bản trong đợt phát hành đầu tiên. Tính đến giữa năm 2015, nó đã tiêu thụ được gần 10.000 bản. Một phần tiền bán đĩa đã được trích ra để lập một quỹ mang tên "Khởi hành", nhằm gửi tới những bạn vùng cao Tây Bắc có đam mê âm nhạc.
Album được các phóng viên, giới chuyên môn đánh giá cao. Cho dù nhạc điện tử không phải là một thể loại mới ở Việt Nam khi đã có những album thành công lớn như Đối thoại 06 (2006), Li ti (2010), Vòng tròn (2011) hay Gặp tôi mùa rất đông (2014). Họ coi nó là 'một mũi tên chỉ ra một thị trường vẫn còn những người dám đi khác xu hướng chung' và trả lời cho nghi ngại: 'Những người trẻ có dám vượt qua những chiếc khung có sẵn?'. Và chỉ rõ rằng âm nhạc của Khởi hành tuy mới mẻ, hiện đại nhưng nó được xem là tiệm cận âm nhạc thế giới và khá gần gũi với giới trẻ.
Nhà báo Quỳnh Hương của Tuổi trẻ hay Ngô Bá Lục cho rằng đây là một album đáng nghe của năm. Bản thân Trần Thu Hà sau khi nghe album đã nhắn nhủ: "Hãy đi theo con đường mà mình lựa chọn và phải nghiệt ngã với nó hơn nữa". Ca sĩ Tùng Dương đã gọi nó là "trong trẻo và có những màu sắc riêng". Anh nhận xét đây là một cuộc dạo chơi nhưng nó lại lấp đầy 'khoảnh khắc lấp lánh của tuổi trẻ', nhưng cũng cho rằng chất nhạc điện tử chỉ ở tính bề mặt chứ chưa thật sự đào sâu.
Báo Đời sống & pháp luật cho rằng dòng nhạc điện tử là một miền đất riêng, một sự pha trộn tuyệt vời giữa âm thanh và công nghệ, kết hợp cùng kĩ thuật thanh nhạc bài bản của Quân, để cả hai được bay bổng và hoà quyện cùng nhau. Báo Lao động: "Người ta có thể đôi lúc nhầm tưởng cách phiêu, nhả chữ của Trung Quân gần giống với Tùng Dương, song với Trung Quân, anh đã biết tiết chế, không để giọng hát trở nên quá ma mị, mà như một nhạc cụ hòa trong dàn âm thanh, thậm chí, ẩn giấu nhiều cảm xúc hơn, để người nghe được chìm trong sự phiêu bồng của âm nhạc điện tử và trong chính tâm trạng khi đó của mình. Tuy còn rất trẻ, nhưng cái cảm giác vô thường đã đọng lại trong từng câu hát của Trung Quân, với những ám ảnh vừa là suy tư của tuổi trẻ mà cũng là sự từng trải rất già". Họ cũng rất ấn tượng với khả năng sáng tác của Quân. Báo Thể thao & văn hóa nhận xét Khởi hành là một album 'chất' nhất năm 2014, nhưng họ cho ra rằng tính cá nhân của Quân không nhiều mà lại mang dấu ấn của êkip: "dù là êkíp vận hành nhưng dấu ấn riêng cho nó vẫn có mặt, là Khắc Hưng. Nguyễn Trần Trung Quân là một người chuyển tải rất tốt tinh thần electro mà Hưng đã tạo ra." VTV News viết: "...ở địa hạt mới, Trung Quân đã làm khá tốt. Quân chuyển tải các ca khúc khá sáng. Chất pop trong giọng hát đã bay đi khá nhiều, Quân "lạnh" hơn, đầy năng lượng và bắt đầu có chất "quái"." Album đã lọt vào top "Những album đáng nghe trên thị trường" năm 2014 của báo Zing News: "...vẽ nên một bộ mặt âm nhạc rất khác của Nguyễn Trần Trung Quân trước đó. Chất pop đã bay mất, lúc này Trung Quân "quái" hơn khi thả mình vào một không gian sáng tạo nhưng đầy niêm luật của electronica. Sự quay ngoắt 180 độ của Quân sẽ làm nhiều người vốn thích pop của anh trước đó nghi ngại nhưng họ sẽ hài lòng nếu chịu khó nghe lại album này từ lần thứ hai trở đi."
Ngày 20 tháng 5 năm 2015, Đại sứ thiện chí Sugi Ryotaro đã mời anh tham gia chương trình Giao lưu văn hóa Việt - Nhật: Trải nghiệm âm nhạc tại Nhật Bản, thực hiện bởi Đài Truyền hình Việt Nam và Đài truyền hình Nhật Bản JPVN. Trong chương trình, Nguyễn Trần Trung Quân đã biểu diễn ca khúc "Hồ nước".
Cuối năm 2015, Nguyễn Trần Trung Quân dự định làm concert xuyên Việt. Nhưng nó đã không được thực hiện.

## Khởi hành 2
Dự án nhạc điện tử này được Nguyễn Trần Trung Quân ấp ủ thực hiện trong năm 2015 để nối tiếp sau sự thành công của album đầu tay, ước tính ra mắt vào năm 2017. Album được mô tả 'trẻ hoá hơn' so với Khởi hành. Nhưng cuối cùng nó đã bị hủy.